# بوجا هيجدي
بوجا هيجدي (بالإنجليزية: Pooja Hegde)‏ هي ممثلة هندية ترعرت بوجا في مومباي واشتركت بمسابقة ملكة جمال العالم لعام 2010 وبالفعل فقد فازت بالمركز الثاني. عملت كعارضة ازياء (موديل) حيث قدمت اعلانات لبعض المنتجات التجارية ومن ثم اقتحمت السينما الهندية حيث عملت في فيلم بوليوود الشهير mohnjo daro مع امبراطور بوليوود حيث شاركها هو البطولة هريثيك روشان وتدور قصة الفيلم عن قرية موهينجو دارو قبل 2600 عام قبل الميلاد في وادي السند، كما عملت بوجا في عدة افلام أخرى لكن ليست في بوليوود يقال ان بوجا من اصل تاميلي.
كما أنها فازت بلقب ملكة جمال الهند عام 2009 وهي خريجة كلية M.M.K.college وتعد بوجا واحدة من أكبر عارضات الازياء في الهند وتمتلك عدد لا بأس به من المتابعين على مواقع التواصل الاجتماعي حيث بلغ عدد متابعينها على انستقرام في شهر 4 من عام 2018 (2.6) مليون. متابع اما على التويتر (1.3)مليون متابع اما على الفيسبوك (2)مليون متابع.

## وصلات خارجية
- بوجا هيجدي على موقع IMDb (الإنجليزية)
- بوجا هيجدي على موقع قاعدة بيانات الأفلام العربية
- بوجا هيجدي على موقع ألو سيني (الفرنسية)
- بوجا هيجدي على موقع ميوزك برينز (الإنجليزية)
- بوجا هيجدي على موقع أول موفي (الإنجليزية)
- بوجا هيجدي على موقع قاعدة بيانات الفيلم (الإنجليزية)
- بوجا هيجدي على موقع كينوبويسك (الروسية)